# Bayreuthkanon

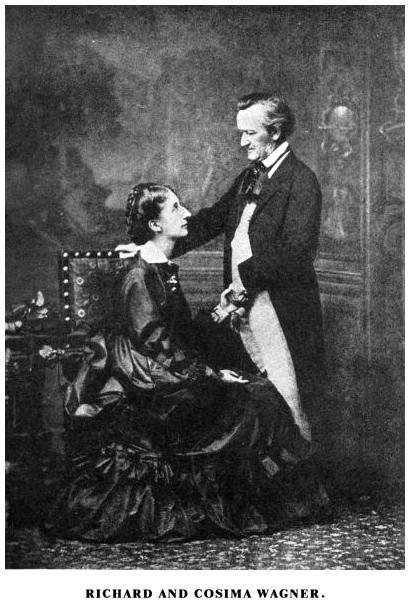
Richard Wagner och hans andra Cosima, som etablerade Bayreuthkanon.

Bayreuthkanon består av de operor av den tyske kompositören Richard Wagner (1813–1883) som har framförts vid Festspelen i Bayreuth. Festspelen, som är tillägnad iscensättningen av dessa verk, grundades av Wagner 1876 i den bayerska staden Bayreuth och har fortsatt under ledning av hans familj sedan hans död. Även om den ursprungligen inte hölls årligen, har den ägt rum i juli och augusti varje år sedan 75-årsjubileumssäsongen 1951. Platsen är Bayreuth Festspielhaus, som byggdes för de första Festspelen 1876. Att delta i Festspelen ses ofta som en pilgrimsfärd som Wagnerfantaster gör.
Operorna i Bayreuthkanon är de tio sista av de tretton som Wagner fullbordade. De tre första – Die Feen, Das Liebesverbot och Rienzi – förkastade han som lärlingsverk. Även om dessa har satts upp på andra håll och Rienzi var mycket populär fram till början av 1900-talet, överträffar verken i kanon dem, både i antalet framföranden och i antalet tillgängliga inspelningar. Termen Bayreuthkanon används därför ibland för att beteckna tonsättarens mogna operor. Georg Solti var den förste dirigent som slutförde studioinspelningar av alla verk i kanon, med början 1958 med Rhenguldet och avslutning 1986 med Lohengrin.

## Innehåll

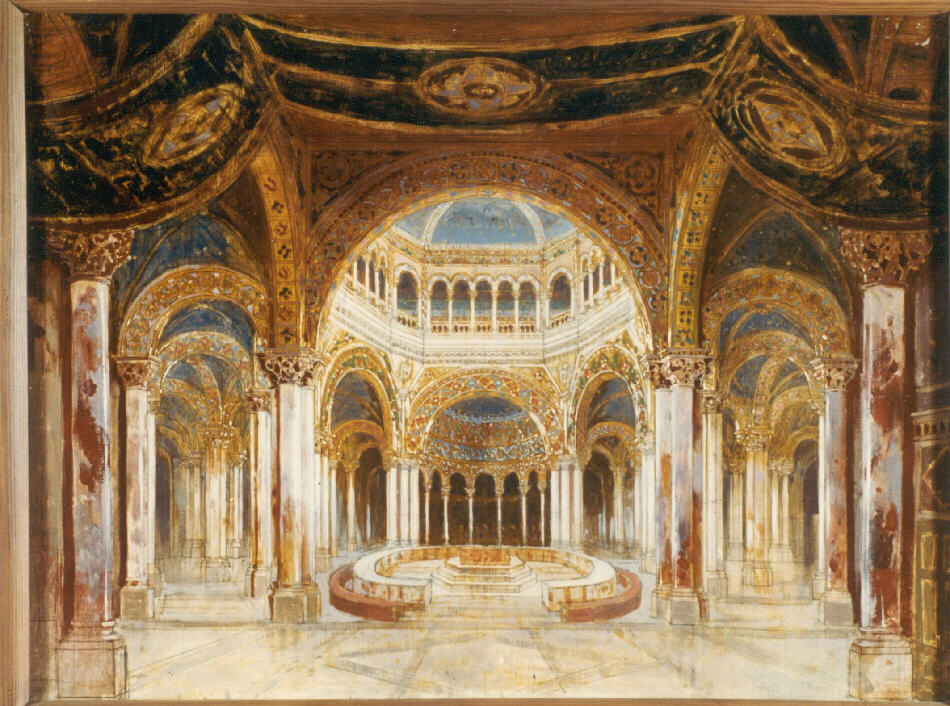
Paul von Joukowskys dekor till Graalscenen för originaluppsättningen 1882 av Parsifal

Det finns tio verk som utgör Bayreuths kanon. Hittills har endast två dirigenter framfört dem alla vid Festspelen: Felix Mottl, mellan 1886 och 1901; och Christian Thielemann, som började 2000 med Mästersångarna i Nürnberg och avslutade kanon 2018 med Lohengrin. Komponenterna i kanon är följande:
Rhenguldet, Valkyrian, Siegfried och RagnarökDessa är de fyra delarna i Nibelungens ring. Festspelen i Bayreuth skapades för den första kompletta uppsättningen av Ringen 1876. Ringen sattes upp nästa gång i Bayreuth 1896, den enda andra säsongen då cykeln har framförts där ensam utan de andra operorna. Sedan dess har den dykt upp under de flesta säsonger.
ParsifalVerket uruppfördes vid de andra Festspelen i Bayreuth 1882. I den grad som Parsifal är förknippad med en plats, Festspielhaus, är den unik bland de stora teaterverken. Wagner benämde operan som ett Bühnenweihfestspiel, vilket operachefen Mike Ashman översätter som ett "festivalverk för att helga en scen". Ashman förklarar detta som att det var avsett att säkra den ekonomiska framtiden för Bayreuth Festspielhaus och göra det möjligt för kompositörens arvingar att fortsätta driva festivalen på ett lönsamt sätt. Parsifal sattes inte upp någon annanstans förrän 1903 då Metropolitan Opera i New York bröt embargot mot teaterföreställningar utanför Bayreuth av Wagner och hans änka Cosima.
Parsifal överträffar vida de andra delarna i kanon i antalet framföranden som den har haft i Bayreuth. Det är det enda verk som har haft tre festivalsäsonger (1882, 1883 och 1884) som enbart ägnats åt dess iscensättning, och framfördes varje säsong från 1882 fram till andra världskrigets början, med undantag för 1896 då Cosima först återupplivade Ringen. De flesta av dessa föreställningar var av den ursprungliga uppsättningen, som gavs 205 gånger innan en ny uppsättning infördes 1934. En annan uppsättning – den inflytelserika av kompositörens sonson Wieland – sattes upp varje år från 1951, då Bayreuth öppnade igen efter kriget, fram till 1973 och spelades 101 föreställningar.
Den flygande holländaren, Tannhäuser, Lohengrin, Tristan och Isolde Mästersångarna i NürnbergCosima introducerade dessa fem verk från 1886 och framåt, efter att hon börjat driva Festspelen kontinuerligt. Genom att introducera dessa uppfyllde hon sin döde makes önskningar, men över en längre tidsperiod. Mästersångarna är det enda verket i kanon, förutom Parsifal och Ringen, som har haft hela Festspelssäsonger, de från 1943 och 1944, som enbart ägnats åt den.

## Föreställningar i Bayreuth
Från och med slutförandet av 2018 års Festspel har totalt 2725 föreställningar getts vid Festspelen i Bayreuth av operorna i kanon, fördelade enligt följande tabell.
| symbol och färg | innebörd                       |
| --------------- | ------------------------------ |
| †               | Ringen opera                   |
| ‡               | Introducerad av Richard Wagner |
| *               | Introducerad av Cosima Wagner  |

| Opera                                                      | Fullbordad | Premiär           | Bayreuthpremiär  | Senast uppförd i Bayreuth (fram till 2024) | Antal uppförda föreställningar i Bayreuth (fram till 2024) |
| ---------------------------------------------------------- | ---------- | ----------------- | ---------------- | ------------------------------------------ | ---------------------------------------------------------- |
| Das Rheingold† (Rhenguldet)                                | 1854       | 22 september 1869 | 13 augusti 1876‡ | 2024                                       | 237                                                        |
| Die Walküre† (Valkyrian)                                   | 1856       | 26 juni 1870      | 14 augusti 1876‡ | 2024                                       | 239                                                        |
| Siegfried†                                                 | 1869       | 16 augusti 1876   | 16 augusti 1876‡ | 2024                                       | 236                                                        |
| Götterdämmerung† (Ragnarök)                                | 1874       | 17 augusti 1876   | 17 augusti 1876‡ | 2024                                       | 240                                                        |
| Parsifal                                                   | 1882       | 26 juli 1882      | 26 juli 1882‡    | 2023                                       | 556                                                        |
| Tristan und Isolde (Tristan och Isolde)                    | 1859       | 10 juni 1865      | 25 juli 1886*    | 2024                                       | 261                                                        |
| Die Meistersinger von Nürnberg (Mästersångarna i Nürnberg) | 1867       | 21 juni 1868      | 23 juli 1888*    | 2021                                       | 331                                                        |
| Tannhäuser                                                 | 1845       | 19 oktober 1845   | 22 augusti 1891* | 2024                                       | 247                                                        |
| Lohengrin                                                  | 1848       | 28 augusti 1850   | 20 juli 1894*    | 2022                                       | 249                                                        |
| Der fliegende Holländer (Den flygande holländaren)         | 1841       | 2 januari 1843    | 22 juli 1901*    | 2024                                       | 257                                                        |